# Nội các Kan (cải tổ lần 1)
Nội các Kan thứ hai là Nội các Nhật Bản do Thủ tướng Kan Naoto chỉ định, thành lập ngày 17 tháng 9 năm 2010  và giải tán vào ngày 14 tháng 1 năm 2011.
| Chức danh | Họ và tên             |
| --- | --------------------- |
| Thủ tướng | Kan Naoto             |
| Bộ trưởng Bộ Tổng hợp kiêm Bộ trưởng đặc trách xúc tiến tự chủ địa phương, phát triển địa phương                                                                    | Katayama Yoshihiro    |
| Bộ trưởng Bộ Tư pháp kiêm Bộ trưởng đặc trách vấn đề người Nhật bị bắt cóc                                                                                          | Sengoku Yoshito (tạm) |
| Bộ trưởng Bộ Ngoại giao | Maehara Seiji         |
| Bộ trưởng Bộ Tài chính | Noda Yoshihiko        |
| Bộ trưởng Bộ Giáo dục, Văn hóa, Thể thao, Khoa học và Công nghệ | Takaki Yoshiaki       |
| Bộ trưởng Bộ Phúc lợi | Hosokawa Ritsuo       |
| Bộ trưởng Bộ Nông, Lâm, Ngư nghiệp | Kano Michihoko        |
| Bộ trưởng Bộ Kinh tế, Thương mại và Công nghiệp | Ōhata Aikihiko        |
| Bộ trưởng Bộ Lãnh thổ, Giao thông và Du lịch kiêm Bộ trưởng đặc trách phát triển Okinawa và lãnh thổ phía bắc Bộ trưởng đặc trách chiến lược biển                   | Mabuchi Sumio         |
| Bộ trưởng Bộ Môi trường kiêm Bộ trưởng đặc trách đối phó với thiên tai và thảm họa                                                                                  | Matsumoto Ryū         |
| Bộ trưởng Bộ Quốc phòng | Kitazawa Toshimi      |
| Chánh Văn phòng Nội các | Sengoku Yoshito       |
| Chủ tịch Ủy ban an toàn công cộng quốc gia kiêm Bộ trưởng đặc trách bảo vệ người tiêu dùng, an toàn thực phẩm, đối sách vấn đề sinh ít con và vấn đề bình đẳng giới | Okazaki Tomiko        |
| Bộ trưởng đặc trách cải cách hệ thống bưu điện kiêm Bộ trưởng đặc trách khu vực tài chính                                                                           | Jimi Shōzaburo        |
| Bộ trưởng đặc trách chính sách kinh tế tài chính và khoa học kỹ thuật kiêm Bộ trưởng đặc trách phát triển vụ trụ                                                    | Kaieda Banri          |
| Bộ trưởng đặc trách chiến lược quốc gia, đổi mới dịch vụ công ích                                                                                                   | Gempa Kōichirō        |
| Bộ trưởng đặc trách cải cách hành chính, cải cách chế độ công chức                                                                                                  | Renhō                 |